# 주님은 나의 최고봉

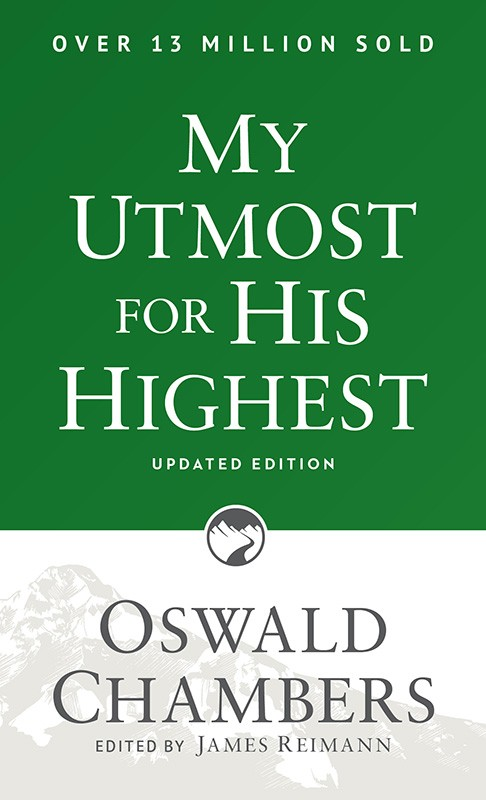

주님은 나의 최고봉(My Utmost for His Highest, 부제: 최상의 주님께 나의 최선을 드립니다) 은  오스왈드 챔버스 목사의 설교내용을 바탕으로 만들어진 매일묵상집이다. 속기사였던 그의 아내 비디가 성경 훈련 대학과 이집트에서 속기로 받아 적었던 것들을 오스왈드 챔버스가 세상을 떠난 이후 약 30년 동안 재편집하여 오스왈드 챔버스 출판 협회를 통하여 세상에 내어 놓았다.

## 책의 역사
1917년 오스왈드 챔버스가 세상을 떠난 후, 어떤 군인이 비디 챔버스를 찾아왔다. 그 당시 비디 챔버스는 남편을 잃은 좌절과 실망 속에서 가장 깊은 외로움과 고통 가운데 있었다. 그런데 이 군인이 비디 챔버스에게 오스왈드 챔버스의 메시지가 군인들에게 너무나 필요하다고 말하는 것이었다. 그러면서 슬픔에 차 있는 챔버스 부인에게 “도움의 장소”라는 소책자를 많이 만들어 이번 성탄에 군인들에게 선물로 나누어주자는 제안을 한 것이다. 그 제안은 비디 챔버스로 하여금 앞으로 무엇을 해야 하는가를 깨닫게 되는 하나님으로부터 온 소명이 되었다. 그렇지 않아도 챔버스가 너무나 좋은 친구요 멋진 선생님이었다며 챔버스의 죽음을 애도하는 편지가 전방으로부터 수없이 날라오고 있었다. 여러 손길의 도움을 얻어서 오스왈드 챔버스의 책을 만들어 전방에 보내자 그 소책자로부터 너무나 많은 위로와 축복을 얻게 되었다며 수도 없는 답장이 날라오는 것이었다. 그 후 비디 챔버스는 챔버스의 강의를 소책자로 발간하여 매 달 전해야겠다는 계획을 갖게 되었다. 마침내 YMCA의 도움으로 이집트, 팔레스틴, 프랑스의 모든 야영에 챔버스의 책을 보낼 수 있게 되었다. 이 작업은 1919년 5월까지 계속 진행되었다.
이후 챔버스의 글들이 책으로 발간되기 시작하였다. 챔버스를 잘 알던 친구들이 힘을 모아서 책을 만들어 군병들을 지원하자고 뜻이 모아졌기 때문이었다. 첫번째 발간된 책은 욥기에 대한 놀라운 깨달음을 담은 “더 나은 싸움을 위한 좌절(Baffled to Fight Better)”이었다. 그 후 “고통의 그림자(Shadow of an Agony)”가 출간되었고 다른 책들이 계속 뒤를 이어 발간되었다. 책은 무료로 나누어졌다. 그러나 많은 사람들이 오스왈드 챔버스의 책을 통하여 큰 영적 축복을 누리게 되면서 자발적인 기부로 이어졌다. 이러한 과정을 통하여 하나님의 위대한 일은 시작되었고 많은 사람들이 주께서 이 일을 통하여 뜻하시는 바가 있다는 사실을 깨닫게 되었다. 따라서 “더 이상 발간할 책이 없을 때까지 오스왈드 챔버스의 모든 책들이 출간해야 한다”는 도전과 자극을 받게 되었다.
비디 챔버스는 최고로 훌륭한 매일 묵상집을 만들기 위하여 챔버스의 글들 중에 가장 좋은 것을 뽑아내는 일을 하기 시작하였다. 그 일에 얼마나 많은 기도와 고된 수고를 하였는지 모른다. 그 결과로 빚어진 작품이 “주님은 나의 최고봉(My Utmost for His Highest)”이다. 세월이 지나면서 이 작품은 셀 수 없이 많은 독자들에게 위대한 축복이 되었고 또한 지금까지 약 40개의 여러 나라의 언어로 번역되었다.

## 책의 구성
"주님은 나의 최고봉"은 매일 묵상할 수 있도록 366개의 부분으로 나누어져 있다. 그리고 말씀, 기도, 회개, 목자 및 성도의 삶등에 대한 다양한 주제들을 다루고 있다.